# لوکاس مرتنس
لوکاس مِرْتِنْس (به آلمانی: Lukas Märtens) (زادهٔ ۲۷ دسامبر ۲۰۰۱) شناگر اهل آلمان است که در بازی‌های المپیک تابستانی ۲۰۲۴ در رشتهٔ شنای ۴۰۰ متر آزاد مدال طلا را کسب کرد.

## حرفه
مرتنس در بازی‌های المپیک ۲۰۲۰ در رشتهٔ ۲۰۰ متر آزاد، ۴۰۰ متر آزاد، ۱۵۰۰ متر آزاد و ۴ × ۲۰۰ متر امدادی آزاد شرکت کرد، و در سال ۲۰۲۴ در مادهٔ ۴۰۰متر آزاد مدال طلا را کسب کرد و در مادهٔ ۲۰۰ متر آزاد پنجم شد.